# Симонов, Андрей Анатольевич
Андре́й Анато́льевич Си́монов (род. 30 июля 1971, Грозный, Чечено-Ингушская АССР) — российский журналист, писатель исторического профиля, соавтор международного патриотического интернет-проекта «Герои страны», лауреат Всероссийской историко-литературной премии «Александр Невский» (2018), редактор русской Википедии.

## Биография
Родился 30 июля 1971 года в городе Грозный. С 1988 года обучался в Чечено-Ингушском государственном университете имени Л. Н. Толстого (физический факультет). В 1989 году занимался парашютным спортом в Грозненском аэроклубе. В декабре 1991 года перевёлся в Курский государственный технический университет (факультет вычислительной техники и автоматики), который окончил в 1994 году. В 1994—1996 годах работал инженером по системам телемеханики и телеметрии в объединении «Курскэнерго».
В 1996—1998 годах служил в Российской армии на должности старшего оператора отдела. Был помощником дежурного инженера станции дальнего радиолокационного обнаружения «Дон-2Н» системы противоракетной обороны города Москвы. Старший лейтенант (1997).
С марта 1999 года работает в Лётно-исследовательском институте (ЛИИ) имени М. М. Громова. Был инженером Комплекса организации перевозок, начальником Наземной поисково-спасательной службы, спасателем — руководителем аварийно-спасательных работ в Наземной поисково-спасательной службе. В настоящее время руководит Музеем ЛИИ имени М. М. Громова.
С 1990 года занимается сбором и изучением материалов по истории лётных испытаний и исследований.
Член Российского военно-исторического общества с 2017 года. 
Живёт в городе Жуковский Московской области.